# Kals am Großglockner
Kals am Großglockner est une commune ainsi qu'une grande station de ski, située dans le district de Lienz (Tyrol oriental) du Tyrol, en Autriche. Kals est la troisième municipalité du district en superficie. 

## Géographie

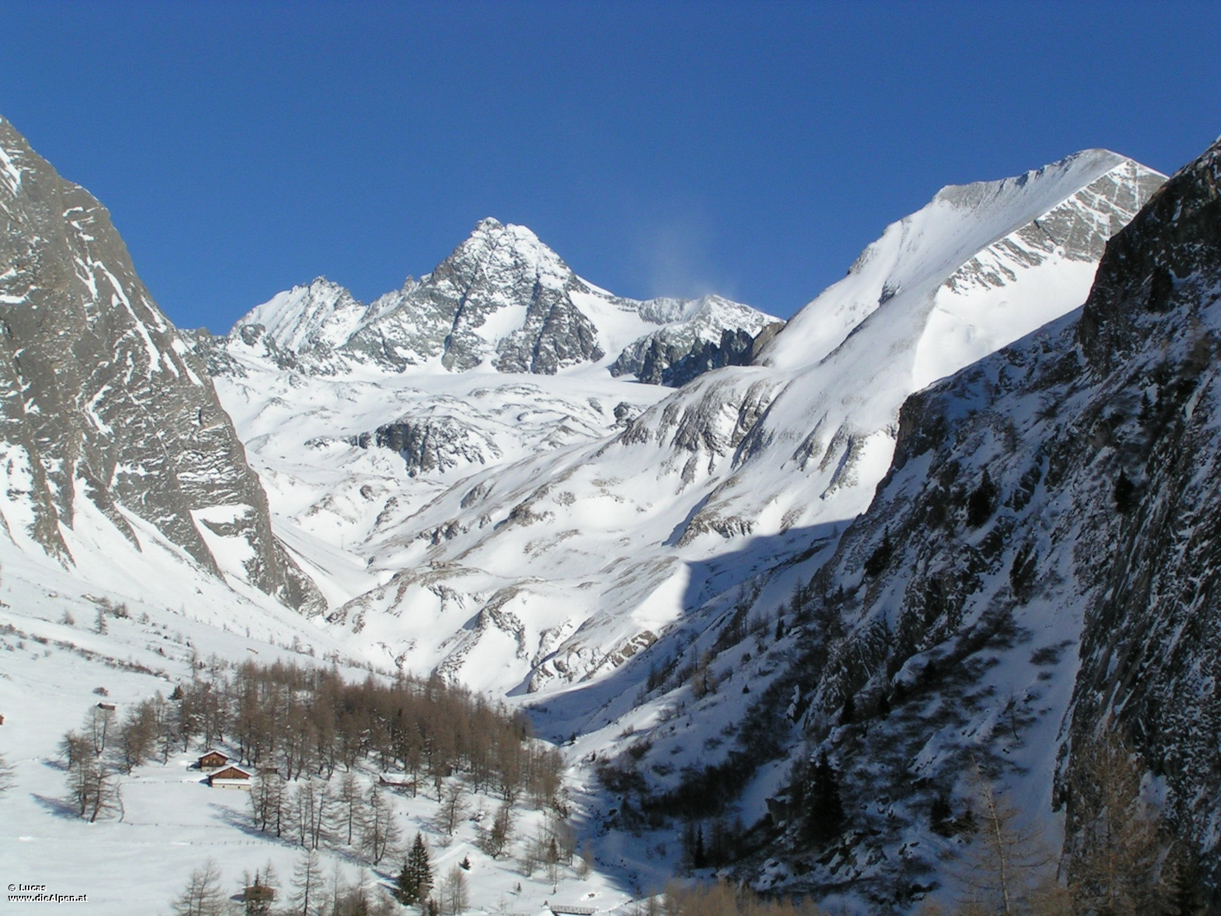
Vue sur le Grossglockner depuis Ködnitz.

La commune se situe dans le nord-est du Tyrol oriental, près de la frontière avec les États de Salzbourg et de Carinthie. La vallée de Kals (Kalser Tal) s'étend des massifs du Grossglockner, le point le plus élevé du territoire municipal à 3 798 m d'altitude, et du Hochschober, dans les Hohe Tauern, envers la vallée de la rivière Isel au sud-ouest. Le sommet du Großer Muntanitz, à 3 232 m d’altitude, sépare la commune de Matrei à l'ouest. 
Outre une grande proportion de terres inhabitables et inexploitables dans les zones alpines élevées, le paysage montagneux est marqué par des alpages et des forêts.

## Histoire
Depuis les temps anciens, un sentier qui traverse le col du Kalser Tauern était une voie de communication menant vers la vallée de la Salzach au nord. Le domaine de Calce est mentionné pour la première fois dans un acte du 19 août 1197, lorsque la région comptait parmi les nombreuses propriétés des comtes de Goritz (Meinhardiner), également comtes de Tyrol à partir de 1253. Celle de Goritz s'éteint en 1500 avec le décès du comte Léonard et leur comté passe aux mains de Maximilien Ier de Habsbourg. 

## Domaine skiable
Le domaine de Kals est relié au domaine de Matrei in Osttirol, pour former ensemble le grand domaine de Grossglockner Resort. La liaison avec Matrei s'effectue au Cimaross, à l'aide de la moderne télécabine Kals I + II qui est en deux tronçons. Kals dispose d'un domaine un peu plus restreint que celui de Matrei, et les remontées mécaniques y sont légèrement moins performantes en ce qui concerne le débit. La fréquentations des pistes y est toutefois légèrement plus faible. Les pistes situées sous la télécabine sont exposées au nord : moins exposées au soleil, la neige y est moins sujette à transformation et reste ainsi plus longtemps légère. Le haut du domaine - situé au-delà de la limite de la forêt - est relativement pentu, et par conséquent à réserver aux skieurs confirmés. Il offre quelques intéressantes possibilités de ski hors-pistes. La partie basse est quant à elle constituée d'un unique chemin de retour en station tracé dans la forêt, qui s'avère long et guère intéressant.
La jonction avec le deuxième sous-domaine de Kals s'effectue par un petit téléski. Celui-ci a été aménagé sur les flancs de la montagne Blauspitze qui culmine à 2 575 m. Les pistes, desservies par deux télésièges quatre places relativement lents, s'avèrent longues et variées, et très ensoleillées.
Un domaine plus spécifiquement destiné aux skieurs débutants est aménagé aux pieds de la station. Il est desservi par deux téléskis. Les pistes y sont larges et très peu pentues.
La station est membre des regroupements de stations de ski TopSkiPass Kärnten & Osttirol et Ski)Hit.

## Tourisme
Kals est sans doute un peu moins fréquentée en hiver que sa voisine Matrei. Toutefois, Kals demeure un centre touristique de première importance, du fait de sa situation à proximité immédiate de la plus haute montagne d'Autriche, le Grossglockner.

## Partenariats
- Marlengo (Italie)